# Pawling (village, New York)
Ne doit pas être confondu avec Pawling (ville, New York).
Pawling est un village situé dans le comté de Dutchess, dans l'État de New York, aux États-Unis,. En 2010, il comptait une population de 2 347 habitants, estimée au 1er juillet 2019 à 2 262 habitants.

## Démographie
Lors du recensement de 2010, le village comptait une population de 2 347 habitants. Elle est estimée, en 2019, à 2 262 habitants.